# 모티브 (프로게이머)
모티브(본명: 조세희, 2001년 1월 8일 ~ )는 대한민국의 리그 오브 레전드 프로게이머로 아이디는 Motive이다. 포지션은 서포터이다.

## 선수 생활
2018년 4월 MVP에 입단하면서 프로 커리어를 시작했다. 2018 서머 시즌 이후 기용되기 시작했다. 하지만 팀은 시즌 종료 이후 승강전으로 떨어졌고, 챌린저스로 강등되었다.
2019에서도 MVP에서 활동했다.
2020시즌을 앞두고 OZ 게이밍에 입단했다. 2020 시즌 종료 후 팀이 해체하면서 퇴단했다.
2023 LCK AS 오픈 토너먼트 5회차에서 KT 아카데미 소속으로 출전해 KT아카데미에 입단한 것으로 추측된다.